# Rue de Bône
La rue de Bône est une voie marseillaise située dans le 5e arrondissement de Marseille.

## Situation et accès
Cette courte rue en ligne droite débute rue Saint-Savournin. Elle entame une montée et se termine rue d'Oran.

## Origine du nom
La rue doit son nom à la ville Bône, qui se nommait pendant la période de l’Algérie française, chef-lieu du département éponyme durant la guerre d'Algérie.

## Historique
La rue est ouverte sur les terrains des héritiers de Chabrier, par délibération du conseil municipal de Marseille en date du 14 juillet 1830.

## Bâtiments remarquables et lieux de mémoire
- Au numéro 3 se trouve le siège de l’association Autres Regards, qui vient en aide aux travailleurs et travailleuses du sexe contre les discriminations et les exclusions.